# José Luis Veloso
José Luis Fidalgo Veloso (Santiago de Compostela, 1937. március 23. – 2019. november 13.) válogatott spanyol labdarúgó, csatár.

## Pályafutása

### Klubcsapatban
A Santiago korosztályos csapatában kezdte a labdarúgást, ahol 1955 és 1957 között szerepelt az A-csapatban. 1957–58-ban a Celta Turista, 1958 és 1965 között a Deportivo de La Coruña, 1965 és 1969 között a Real Madrid, 1969–70-ben az Ourense, 1970 és 1972 között a Rayo Vallecano, 1972–73-ban a Compostela labdarúgója volt. A Real Madriddal három bajnoki címet nyert és tagja volt az 1965–66-os idényben BEK-győztes csapatnak.

### A válogatottban
1962–63-ban négy alkalommal szerepelt a spanyol válogatottban és három gólt szerzett.

## Sikerei, díjai
Real Madrid
- Spanyol bajnokság
  - bajnok (3): 1966–67, 1967–68, 1968–69
- Bajnokcsapatok Európa-kupája (BEK)
  - győztes: 1965–66